# Renée Schwarzenbach-Wille

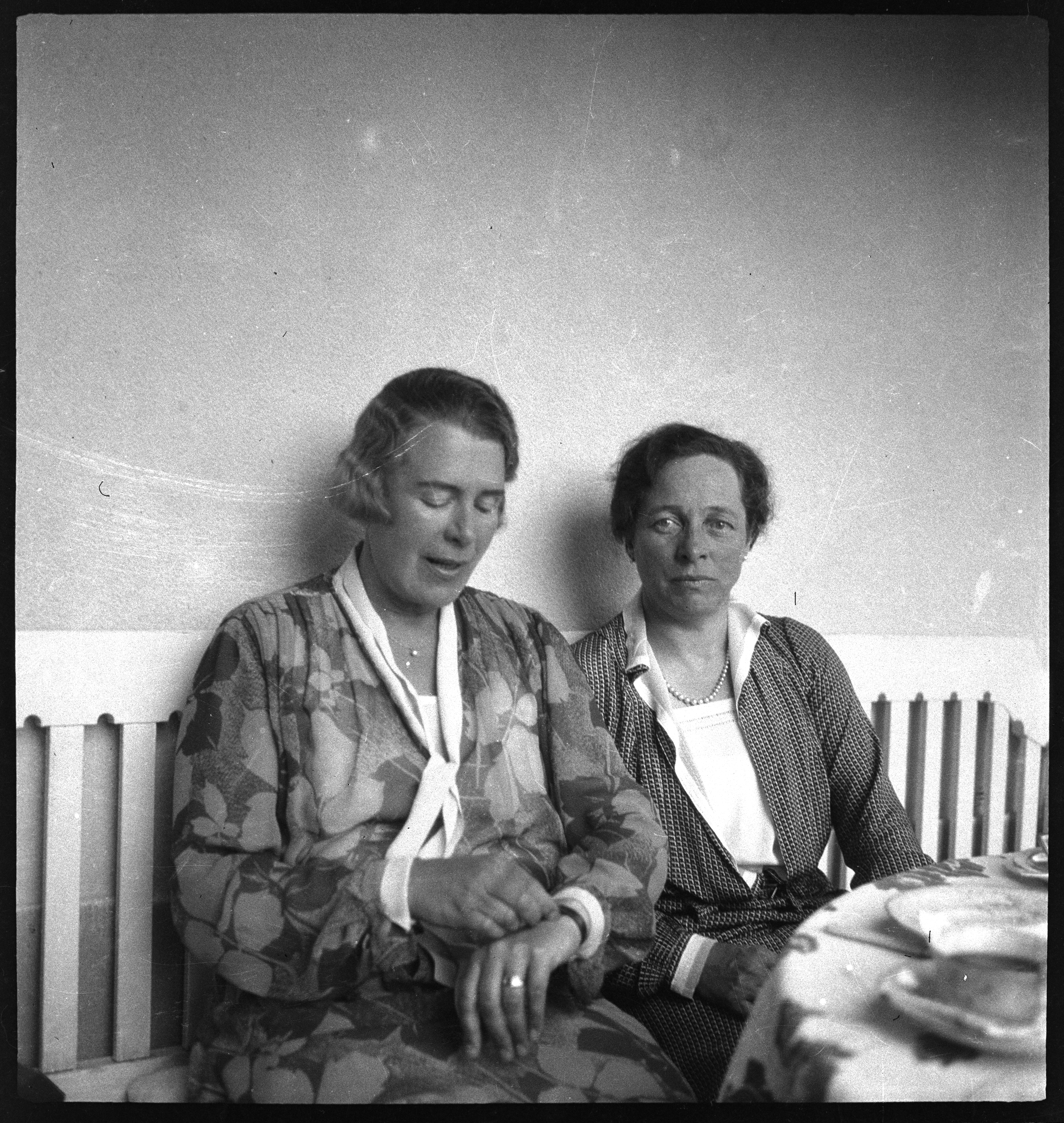
Renée Schwarzenbach-Wille (r.) und die Sängerin Emmy Krüger (l.) (1933)
Foto: Annemarie Schwarzenbach

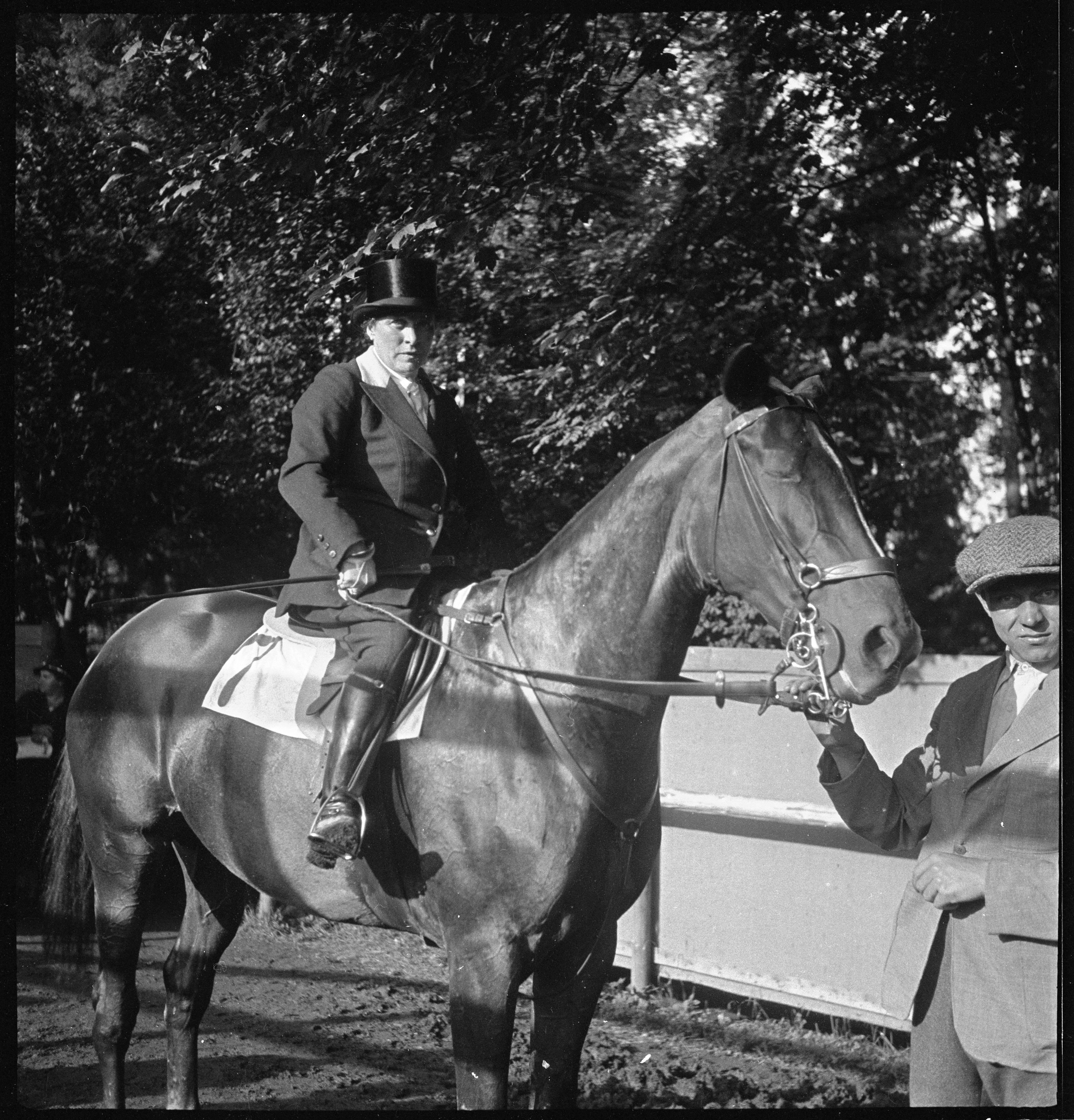
Reiterin Renée Schwarzenbach (1933).
Foto: Annemarie Schwarzenbach

Renée Schwarzenbach-Wille (* 4. September 1883 in Thun; † 26. April 1959 in Konstanz) war eine Schweizer Pferdesportlerin und Amateur-Fotografin.

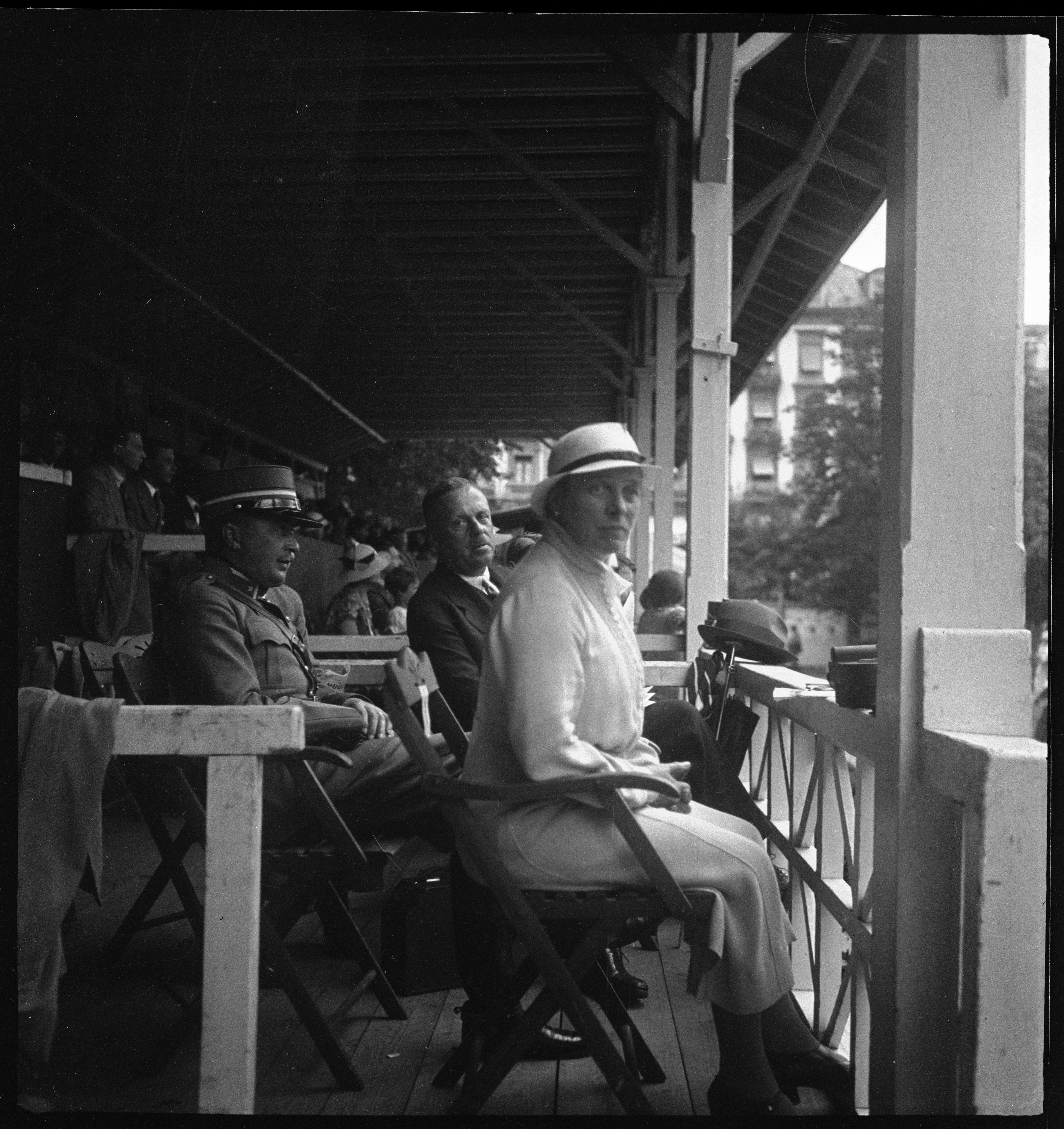
Renée und Alfred Schwarzenbach, Reitveranstaltung, Luzern 1933
Foto: Annemarie Schwarzenbach, SLA, Nachlass Schwarzenbach, A-5-01-091

## Leben
Renée Schwarzenbach war die Tochter von General Ulrich Wille und Clara Gräfin von Bismarck, sie war somit eine Enkelin von Friedrich Wilhelm Graf von Bismarck und auch von der Schriftstellerin Eliza Wille. Im Jahr 1904 heiratete sie Alfred Schwarzenbach, den bedeutenden Seidenindustriellen. Seit 1912 lebte sie in Horgen am Zürichsee auf dem geschichtsträchtigen Landgut Bocken. Als Springreiterin nahm sie an vielen Wettbewerben in der Schweiz und in Deutschland teil, einschliesslich der Olympischen Sommerspiele 1936 in Berlin. 
Das mit 14 Jahren entdeckte Interesse an der Fotografie begleitete sie ihr ganzes Leben. So hielt sie das familiäre Leben auf dem Landgut in einem einzigartigen, sich über mehrere Jahrzehnte erstreckenden, fotografischen Tagebuch fest. Sie dokumentierte unter anderem den Lebensweg ihrer Tochter, der jung gestorbenen Schriftstellerin Annemarie Schwarzenbach. Die beiden hatten eine sehr konfliktreiche Beziehung, u. a. weil die Mutter die Nazis bewunderte und die Tochter überzeugt antifaschistisch war. 
Die über 10'000 Fotografien und vielen Filmsequenzen halten ihre vielfältigen anderweitigen Interessen, das gesellschaftliche Leben auf Bocken, Sport, Musik sowie ihre umstrittene politische Weltanschauung fest.

## Werk
- Bilder mit Legenden. Fotoband. Hrsg. von Alexis Schwarzenbach. Scheidegger & Spiess, Zürich 2001, ISBN 3-85881-169-6.